# دال (رياضيات)
الدَّالّ (الجمع: دِلَال) (بالإنجليزية: Functor)‏ في نظرية الفئات، هو تطبيق بين الفئات. يمكن أن تصور الدِّلَال على أنها مشاكلات ضمن فئة من الفئات الصغيرة [الإنجليزية]. أدخلت الدلال أولا ضمن الطوبولوجية الجبرية ـ تترافق أغراض جبرية (مثل الزمرة الأساسية) مع الفضاءات الطوبولوجية، والتشاكل الجبري يترافق مع تطبيق مستمر (دالة متصلة). حاليا تستعمل الدلال من خلال الرياضيات الحديثة لربط الصنيفات المختلفة. أول من استخدم كلمة "functor" كان الفيلسوف كارناب.

## التسمية
استعمل مصطلح (باللاتينية: Functio) في الرياضيات للمرة الأولى سنة 1692م في مقالة نُشرت في مجلة العلماء (باللاتينية: Acta Eruditorum)، ولم تستعمل الكلمة بمعناها الرياضي المعاصر، بل دلت على "الحالات المختلفة التي تصف علاقة خطٍ مستقيم مع منحنٍ"، ومع أن اسم مؤلف المقالة لم يُذكر صراحةً، بل استعملت الحروف (.O. V. E) للإشارة إليه، فإن هذا العمل يُنسب إلى لايبنتس، ثم أصبح استعمال كلمة (باللاتينية: Function) شائعاً في التحليل الجبري منذ أواخر القرن التاسع عشر للإشارة إلى أي علاقة تربط بين كمية متغيرة وثوابت. أما أقدم استعمال مُوثَّق لكلمة (بالإنجليزية: Functor)‏ في المنطق فيرجع إلى الفيلسوف الألماني رودولف كارناب سنة 1937م، صاغ كارناب هذه الكلمة في كتابه (النحو المنطقي للغة) (بالإنجليزية: The Logical Syntax Of Language)‏ واستعملها (للتعبير عن الخواص أو الارتباطات بين مواقع الرموز بواسطة الأرقام).
اصطلح على ترجمة (بالإنجليزية: function)‏ بالعربية إلى دالة، و(بالإنجليزية: functor)‏ إلى دالّ. يُجمع الدال قياساً على فواعل: دوالّ، وهو جمع دالة نفسه. ويُجمع كذلك على صيغٍ أخرى سماعية من صيغ جموع التكسير هي: فِعْلانٌ: دِلَّانٌ، وأفْعالٌ: أدْلالٌ، وفِعالٌ: دِلالٌ، وفَعْلٌ: دَلٌّ، وفَعَلٌ: دَلَلٌ، وفُعُلٌ: دُلُلٌ، وفُعْلانٌ: دُلَّانٌ، وفُعُولٌ: دُلُولٌ، وفُعْلٌ: دُلٌّ.
يُسمي مجمع اللغة العربية بالقاهرة الدال مُقرِن، كما يُسمَّى أيضاً القارن أو الرابط.